# Статистична термодинаміка
Статисти́чна термодина́міка (рос. статистическая термодинамика, англ. statistical thermodynamics) — розділ фізичної хімії, який стосується залежностей термодинамічних функцій стану від структури частинок, що утворюють макроскопічну систему, а також від взаємодій між ними.
Застосовується для розрахунків внутрішньої енергії, ентропії, здатності виконувати роботу (вільної енергії), інших властивостей, таких як рівняння стану газів, тиску пари рідин, форм, яких набувають полімерні ланцюги, електропровідність йонних розчинів. Ці розрахунки ґрунтуються на моделях індивідуальної молекулярної частинки та статистичному аналізі.